# Straszów (województwo świętokrzyskie)
Straszów – wieś w południowo-centralnej Polsce, położona w województwie świętokrzyskim, w powiecie kieleckim, w gminie Mniów.
| SIMC    | Nazwa       | Rodzaj    |
| ------- | ----------- | --------- |
| 1065622 | Jarozy      | część wsi |
| 0992467 | Pod Sośniną | część wsi |
| 0991858 | Sośnina     | część wsi |

Leży około 9 kilometrów na zachód od Mniowa i 29 km na północny zachód od Kielc. Liczba ludności wsi wynosi 305. W latach 1975–1998 miejscowość położona była w województwie kieleckim.
Straszów należy do aglomeracji Mniów, znajduje się także na terenie Konecko-Łopuszniańskiego Obszaru Chronionego Krajobrazu.